# Người Sán Chay
Người Sán Chay, tên gọi khác là người Cao Lan (hay người Sán Chỉ hoặc Sán Chấy hay Hờn Bán) là một dân tộc cư trú tại miền bắc Việt Nam. Tại Việt Nam người Sán Chay là một dân tộc trong số 54 dân tộc tại Việt Nam , có dân số năm 2019 là 201.398 người. Người Sán Chay nói tiếng Sán Chay, một ngôn ngữ thuộc ngữ chi Thái trong Hệ ngôn ngữ Tai-Kadai.

## Dân số và cư trú
Người Sán Chay gồm hai nhóm Cao Lan và Sán Chỉ chủ yếu tập trung ở ba huyện Sơn Dương, Yên Sơn, Hàm Yên thuộc tỉnh Tuyên Quang, huyện Phú Lương thuộc tỉnh Thái Nguyên, huyện Sơn Động thuộc tỉnh Bắc Giang và rải rác các tỉnh đông bắc Bắc Bộ khác như Yên Bái, Quảng Ninh, Cao Bằng, Lạng Sơn. Hiện tại có một nhóm người vào Tây Nguyên lập nghiệp được tổ chức thành các làng. Theo Tổng điều tra dân số và nhà ở năm 2019, người Sán Chay ở Việt Nam có dân số 201.398 người, có mặt tại 58 trên tổng số 63 tỉnh, thành phố. Người Sán Chay cư trú tập trung tại các tỉnh: 
- Tuyên Quang (70.636 người, chiếm 36,2% tổng số người Sán Chay tại Việt Nam),
- Thái Nguyên (39.472 người, chiếm 19,2% tổng số người Sán Chay tại Việt Nam),
- Bắc Giang (30.283 người),
- Quảng Ninh (16.346 người),
- Yên Bái (10.084 người),
- Cao Bằng (7.908 người),
- Đắk Lắk (5.220 người),
- Lạng Sơn (4.942 người),
- Phú Thọ (4.278 người),
- Vĩnh Phúc (1.912 người)[5]...

## Đặc điểm kinh tế
Người Sán Chay làm ruộng nước là chính, nông nghiệp đóng vai trò quan trọng. Ngoài ra có một số dân tộc: Sán Chỉ vì điều kiện không có ruộng nên nghề chính của những người dân vẫn là nghề làm nương rẫy (lúa nương).

## Tổ chức cộng đồng
Làng xóm thường tập trung một vài hộ gia đình đến vài chục hộ gia đình tùy vào thời gian sinh sống hay thời gian hình thành của làng, họ sống gắn bó đoàn kết với nhau.

## Hôn nhân gia đình
Dân tộc Sán Chay có nhiều họ, mỗi họ chia ra các chi. Từng họ có thể có một điểm riêng biệt về tập tục. Mỗi họ thờ "hương hỏa" một thần linh nhất định. Trong gia đình người Sán Chay, người cha là chủ nhà. Tuy nhà trai tổ chức cưới vợ cho con nhưng sau cưới, cô dâu lại về ở với cha mẹ đẻ, thỉnh thoảng mới về nhà chồng, cho đến khi mang thai mới về hẳn với chồng.

## Văn hóa
Về trang phục, hiện nay trang phục của người Sán Chay thường giống người Kinh hoặc người Tày. Thường ngày phụ nữ Sán Chay dùng chiếc dây đeo bao dao thay cho thắt lưng. Trong những dịp lễ tết, hội hè, các cô gái thường thắt 2-3 chiếc thắt lưng bằng lụa hoặc bằng nhiễu, với những màu khác nhau. Dân tộc Sán Chay có nhiều truyện cổ, thơ ca, hò, vè, tục ngữ, ngạn ngữ. Đặc biệt sình ca là hình thức sinh hoạt văn nghệ phong phú hấp dẫn nhất của người Sán Chay. Các điệu múa Sán Chay có: múa trống, múa xúc tép, múa chim gâu, múa đâm cá, múa thắp đèn... Nhạc cụ cũng phong phú, gồm các loại thanh la, não bạt, trống, chuông, kèn... Vào ngày hội đình, hội xuân, tết nguyên đán... người Sán Chay vui chơi giải trí, có những trò diễn sôi nỗi như: đánh quay, "trồng cây chuối", "vặn rau cải", tung còn...
Về nhà cửa, nói là nhà Cao Lan, nhưng đây chỉ là của một nhóm nhỏ ở Sơn Động, Bắc Giang. Nhà của người Cao Lan ở các địa phương khác cũng như nhà của người Sán Chỉ có nhiều nét gần với nhà Tày - Nùng. Riêng nhóm Cao Lan ở Sơn Động nhà cửa của họ có những nét rất độc đáo, chúng tôi không thấy giống bất kỳ nhà cửa của một dân tộc nào khác trong nước. Nhà sàn, vách che sát đất, xa trông tưởng là nhà đất. Bộ khung nhà với vì kèo kết cấu đơn giản nhưng rất vững chắc. Có hai kiểu nhà là: "nhà trâu đực" và "nhà trâu cái". Nhà trâu cái vì kèo bốn cột. Nhà trâu đực vì kèo ba cột. Về tổ chức mặt bằng sinh hoạt giữa nhà trâu cái và trâu đực đều có những nét tương tự như vậy là để phân biệt nhà trâu cái và nhà trâu đực chỉ là ở vì kèo khác nhau.

## Người nổi tiếng
- Phan Thị Mỹ Bình (1974) là Đại biểu Quốc hội Việt Nam khóa 12 (2006-2011), quê xã Đại Phú, huyện Sơn Dương, Tuyên Quang [6]
- Nông Thị Sim (nghệ danh Sim Nông hay Nông Sim) ca sĩ người Cao Lan (Sán Chay) lọt top 3 nhạc thính phòng Giải Sao Mai 2019 khu vực phía Nam và chiến thắng trong chương trình Sàn chiến giọng hát 2020, sở hữu ngoại hình đẹp như hoa hậu, được khán giả biết đến qua nhiều ca khúc như: "Sapa nơi gặp gặp gỡ đất trời", "Người ơi người ở đừng về", "Biết ơn chị Võ Thị Sáu", "Cô gái vót chông", "Rừng xanh vang tiếng Ta Lư", "Tiếng đàn Ta lư"[7] Nông Sim được nhiều khán giả yêu mến nhờ giọng hát cao vút, giàu cảm xúc và nhan sắc nổi bật không kém các hoa hậu, á hậu. Không chỉ sở hữu giọng hát nội lực, truyền cảm cô gái người dân tộc Cao Lan còn nổi bật trong dàn thí sinh bởi ngoại hình xinh đẹp, nụ cười toả nắng.[8]